# Viața lui Émile Zola (film)
Viața lui Émile Zola (The Life of Emile Zola) este un film american din 1937 regizat de William Dieterle pentru Warner Bros.. În rolurile principale joacă actorii Paul Muni, Gloria Holden și Gale Sondergaard. A câștigat Premiul Oscar pentru cel mai bun film.

## Actori
| Actor              | Rol                                               | Rezultat     | Note                              |
| ------------------ | ------------------------------------------------- | ------------ | --------------------------------- |
| Paul Muni          | Émile Zola                                        | Nominalizare | Cel mai bun actor                 |
| Gloria Holden      | Alexandrine Zola                                  |              |                                   |
| Gale Sondergaard   | Lucie Dreyfus                                     |              |                                   |
| Joseph Schildkraut | Căpitan Alfred Dreyfus                            | Acordat      | Cel mai bun actor în rol secundar |
| Donald Crisp       | Maitre Labori                                     |              |                                   |
| Erin O'Brien-Moore | Nana                                              |              |                                   |
| John Litel         | Charpentier                                       |              |                                   |
| Henry O'Neill      | Colonel Picquart                                  |              |                                   |
| Morris Carnovsky   | Anatole France, prieten și susținător al lui Zola |              |                                   |
| Louis Calhern      | Maior Dort                                        |              |                                   |
| Ralph Morgan       | Comandantul Parisului                             |              |                                   |
| Robert Barrat      | Maior Walsin-Esterhazy                            |              |                                   |
| Vladimir Sokoloff  | Paul Cézanne                                      |              |                                   |
| Grant Mitchell     | Georges Clemenceau                                |              |                                   |
| Harry Davenport    | Chief of Staff                                    |              |                                   |
| Robert Warwick     | Maior Henry                                       |              |                                   |
| Charles Richman    | M. Delagorgue                                     |              |                                   |
| Gilbert Emery      | Ministrul de război                               |              |                                   |
| Walter Kingsford   | Colonel Sandherr                                  |              |                                   |
| Paul Everton       | Asistent șef al Statului Major                    |              |                                   |
| Montagu Love       | M. Cavaignac                                      |              |                                   |
| Frank Sheridan     | M. Van Cassell                                    |              |                                   |
| Lumsden Hare       | Mr. Richards                                      |              |                                   |
| Marcia Mae Jones   | Helen Richards                                    |              |                                   |
| Florence Roberts   | Madame Zola, mama lui Zola                        |              |                                   |
| Dickie Moore       | Pierre Dreyfus, fiul căpitanului Dreyfus          |              |                                   |
| Rolla Gourvitch    | Jeanne Dreyfus, fiica lui Dreyfus                 |              |                                   |